# Коста, Мигел
Миге́л Криспи́н да Ко́ста Родри́гис (порт. Miguel Crispim da Costa Rodrigues, 3 декабря 1885, Буэнос-Айрес, Аргентина — 2 сентября 1959, Сан-Паулу, Бразилия) — бразильский военный деятель и революционер аргентинского происхождения. Командир знаменитой колонны Косты-Престеса, боровшейся против режима старой республики.

## Биография
Мигел Коста родился в Буэнос-Айресе в 1885 году. Когда Мигел был ещё ребёнком, его семья переехала из Аргентины в Бразилию, поселившись в Пирасикабе. В 1897 году семья Косты переехала в Сан-Паулу, где в пятнадцать лет Мигел начал свою военную карьеру. В 1922 году ему было присвоено звание майора.
В 1924 году, будучи командиром кавалерийского полка военной полиции Сан-Паулу, Коста принял активное участие в подготовке восстания в Сан-Паулу. После поражения восстания присоединился к революционному отряду капитана Престеса. В апреле 1925 года два повстанческих отряда объединились в боевую дивизию. Коста был назначен её командиром, а Престес — начальником штаба, поэтому в историю эта дивизия вошла под названием «колонна Косты-Престеса».
За два года колонна Косты-Престеса прошла более 25 тысяч км по 14 штатам Бразилии, выдержав 53 боя с правительственными войсками, за что получила прозвище «непобедимой колонны».
В феврале 1927 года под натиском правительственных частей колонна Косты-Престеса перешла границу с Боливией, где была интернирована. После этого Коста некоторое время жил в Боливии, затем переселился в Аргентину.
В 1930 году Коста поддержал революцию, которая привела к власти Жетулиу Варгаса. После этого он был назначен начальником военной полиции Сан-Паулу. Во время конституционалистской революции был арестован и освобождён только после разгрома восстания.
В 1935 году Коста примкнул к Национально-освободительному альянсу, боровшемуся против диктатуры Варгаса. Несмотря на то, что Коста не принимал участие в ноябрьском восстании, организованном альянсом, он был арестован и лишён бразильского гражданства и военного звания, которые были возвращены ему лишь незадолго до его смерти в 1959 году.